# 赫爾梅塔 (新澤西州)
赫爾梅塔（英語：Helmetta）是位於美國新澤西州米德爾塞克斯縣的自治市鎮。

## 人口
根據2020年美國人口普查的數據，赫爾梅塔的面積為2.27平方千米，當中陸地面積為2.15平方千米，而水域面積為0.12平方千米。當地共有人口2455人，而人口密度為每平方千米1,081人。